# Cantó de Maismac
El cantó de Maismac és un cantó francès del departament de la Corresa, situat al districte d'Ussel. Té 10 municipis i el cap és Maismac.

## Municipis
- Alairac
- Ambrujac
- Combrossòl
- Darnet
- Davinhac
- Maussac
- Maismac
- Peret
- Sent Sulpici los Bòsc
- Sodelhas

## Història
| Data d'elecció                           | Identitat        | Partit                     | Qualitat |
| ---------------------------------------- | ---------------- | -------------------------- | -------- |
| 1968-1988                                | Jacques Chirac   | RPR                        |          |
| 1988-2008                                | Georges Pérol    | RPR, després divers droite |          |
| 2008-                                    | Jean-Pierre Audy | UMP                        |          |
| les dades anteriors no són pas conegudes |                  |                            |          |
|                                          |                  |                            |          |

| 1962  | 1968  | 1975  | 1982  | 1990  | 1999  | 2006  |
| ----- | ----- | ----- | ----- | ----- | ----- | ----- |
| 4.804 | 5.026 | 4.716 | 4.603 | 4.772 | 4.657 | 4.759 |